# Манукян, Геворг Хачикович
Геворг Хачикович Манукян (арм. Գևորգ Մանուկյան; род. 28 июля 1993 года) — украинский боксёр армянского происхождения.

## Карьера
Боксом занимается с 2005 года. Живёт и тренируется в Запорожье, тренер - Александр Полищук. Выступает в категории до 91 кг.
В 2009 году дошёл до четвертьфинала юниорского чемпионата мира в категории до 80 кг.
В 2011 году становится чемпионом Украины среди юниоров, финалистом юношеского чемпионата Европы.
В 2013 году становится бронзовым призёром чемпионата Украины. В 2014 году становится чемпионом страны.
В 2015 году завоёвывает медали на чемпионате мира и Европейских играх.